# Lac Mathews
Le lac Mathews est un grand lac de barrage situé dans le comté de Riverside, en Californie. Il s'étend dans le Cajalco Canyon, dans les contreforts des montagnes Temescal (en). C'est le terminus ouest de l'aqueduc du Colorado, qui fournit une grande partie de l'eau utilisée par les villes et l'eau des districts du Metropolitan Water District de Californie du Sud (en). Le lac est clôturé et fermé à l'accès public. Il se trouve à proximité de la Riverside community de Lake Hills, et est longé par route Cajalco au sud, la route El Sobrante au nord et à l'est, et l'avenue La Sierra à l'ouest. Cette dernière traverse le haut de la digue ouest. Ces routes sont souvent utilisées par les navetteurs comme un raccourci entre l'Interstate 15 et l'autoroute Interstate 215 ou de la California 91 (en).
Le lac est formé par la construction d'une grand barrage en remblai sur le côté nord du bassin. Deux petits barrages, appelés digues, ont été construits au cours de l'année 1961 pour augmenter la capacité du lac.

## Dénomination
Appelé tout d'abord Cajalco Reservoir, le lac est porte le nom de W. B. Mathews (en), un avocat qui a été l'un des principaux architectes du Metropolitan Water District, notamment de ses relations d'affaires avec les agences de l'eau.

## Historique
Les constructions visant à former le lac commencent en 1933, parallèlement aux travaux sur l'aqueduc du Colorado. Le site est alors principalement occupé par des plantations de caroubiers et des mines d'étain. Laurent Holmes Sr., qui possède 1 100 hectares dans le bassin du futur lac, mène une longue bataille judiciaire avant de devoir céder sa propriété. Le barrage sur Cajalco Canyon et sa structure d'alimentation sont achevés en 1939. La première arrivée d'eau en provenance du Colorado survient en février 1940, et l'acheminement d'eau depuis le lac vers la clientèle commence en 1941. En 1961, de nouveaux travaux ont permis le quasi-doublement de la capacité du lac, la portant à 223 hm3.
Dans le milieu des années 2000, un grand projet est entrepris, comprenant la réhabilitation de l'ancienne tour de prise et la construction d'une nouvelle tour similaire. Le Metroolitan Water District est en effet préoccupé par la sensibilité de la tour aux tremblements de terre, et l'usure au fil du temps a rendu de nombreuses vannes inutilisables. La construction d'un batardeau permet d'effectuer les travaux sans pénaliser l'approvisionnement en eau. La réalisation de tunnels en béton massif des tunnels permet de relier la nouvelle tour au réseau d'aqueduc existant.

## La réserve écologique du lac Mathews
Le lac Mathews est entouré par environ 4 000 hectares de terres protégées. En 1982, cette terre a été déclarée réserve écologique d'État. Au début des années 1990, un supplément de 9 000 hectares a été ajouté à la réserve après la découverte dans la région d'une espèce en voie de disparition, le rat-kangourou de Stephens (Dipodomys stephensi). La zone est maintenant appelée Lake Mathews Estelle Mountain Reserve (réserve Lac Mathews Montagne Estelle).
Le lac Mathews est un important site de repos et d'alimentation pour les oiseaux, en particulier dans les mois d'hiver. En plus d'une variété de canards, des cormorans à aigrettes (Phalacrocorax auritus), des grèbes à face blanche (Aechmophorus occidentalis), des grèbes à cou noir (Podiceps caspicus), des aigles royaux (Aquila chrysaetos), et des pygargues à tête blanche (Haliaeatus leucocephalus), sont présents au cours de l'hiver.

## Effets sur le débit du fleuve Santa Ana
Le lac Mathews a été créé dans un bassin autrefois traversé par le Cajalco Canyon Creek (en) ; depuis la construction du barrage, toute l'eau du ruisseau s'écoule dans le lac. Cajalco Creek est un affluent de la Santa Ana via Cajalco Canyon Creek et le Temescal Creek. Le cours du ruisseau, avant 1933, peut être vu sur la carte topographique 1898 Elseneur Quandrangle, California de l'US Dept. de l'Intérieur.
En 2003, la Californie, la commission de contrôle des ressources en eau de l'État de Californie considère que l'interruption de circulation de l'eau du ruisseau Cajalco par le Metropolitan Water District entre en violation avec la législation de l'État sur l'eau. Un règlement à l'amiable oblige le Metropolitan Water District à mesurer la quantité d'eau venant du ruisseau entrant dans le lac Mathews, et à déverser 1,3 fois cette quantité, minorée de l'eau perdue par l'infiltration de barrage, dans le fleuve Santa Ana. En outre, le MWD est condamné à verser 50 000 $ pour aider à l'élimination de l'arundo (Arundo donax), une herbe non native, du cours de la Santa Ana.

## Controverse sur l'utilisation récréative
Depuis son inauguration, en 1940, le lac a été clôturé et l'accès du public en a été interdit, au motif de préserver la qualité de l'eau. Le Metropolitan Water District a toujours été préoccupé par la qualité de l'eau et interdit la pratique de sports nécessitant un contact de l'eau avec le corps, comme la natation, dans ses autres lacs voisins, le lac de Skinner et Diamond Valley Lake, qui sont ouverts aux activités de loisirs. Le lac Mathews est de la plus grande importance car son eau alimente directement les canalisations reliées aux agences de l'eau membre, qui desservent 8,4 millions de personnes. Les promoteurs de loisirs affirment que les loisirs ne sont pas et ne peuvent pas provoquer une altération significative de la qualité de l'eau et contestent la position du Metropolitan Water District.
Une autre préoccupation soulevée par les opposants à l'ouverture aux activités de loisir est de la préservation de biome de buissons de sauge côtière qui s'est développée au fil du temps sur la terre protégée autour du lac.
Au cours de son existence, un certain nombre de tentatives ont été faites pour obtenir l'accès au lac, à des fins diverses, mais aucune n'a abouti. L'une des plus intéressantes a été 1952 une demande pour un tournage de film au bord du lac. La scène du film Toutes voiles sur Java, tourné en 1953, aurait fait apparaître, entre autres choses, un volcan laissant échapper de la fumée, construit sur une des îles du lac. Après que leur idée a été rejetée par le conseil d'administration du MWD, les producteurs du film ont construit un lagon et le volcan en studio.
En 1960, le conseil de surveillance du comté de Riverside de surveillance mène une infructueuse campagne visant à ouvrir le lac à des fins récréatives. Le conseil a publié une résolution invoquant « un impérieux et réel besoin » pour les installations de loisir dans le Sud de la Californie.
Le parlementaire californien Kevin Jeffries (en), le 14 février 2012, a proposé une loi, AB 1686, qui aurait ouvert le lac pour les loisirs limités, à l'image de ce qui existe dans d'autres Metropolitan Water District réservoirs ou, à tout le moins, la randonnée qui aurait un faible impact sur la réserve écologique. Cependant, Jeffries a retiré le projet de loi le 20 mars 2012, ses recherches ayant abouti à la conclusion que les accords interdisant l'accès public établis entre la Metropolitan Water District et d'autres entités intéressées à maintenir le statu quo étaient « pratiquement à l'épreuve des balles », et qu'aller plus avant dans le projet de loi aurait probablement entraîné de longues et coûteuses batailles juridiques.